# Humedal Lucre-Huacarpay
El Humedal Lucre-Huacarpay es un humedal peruano ubicado en la provincia de Quispicanchi, en el departamento del Cusco. El 23 de septiembre de 2006 fue designada sitio Ramsar.

## Ubicación
Se encuentra ubicada en el distrito de Lucre Provincia de Quispicanchi se encuentra a una altura aproximada de 3,020 msnm. Dicho Humedal abarca cuatro lagunas permanentes, una laguna estacional y pantanos que unen los cuerpos de agua.
Dicho Humedal se encuentra ubicado dentro del Parque Arqueológico de Pikillaqta, el cual cuenta con una Ley de Amparo al Patrimonio Cultural de la Nación, otorgada por el Instituto Nacional de Cultura aparte de la ciudadela Wari de Pikillaqta, la cual se encuentra ubicada en la parte norte del humedal por esta zona existen numerosos vestigios incas y pre-incas tales como innumerables terrazas las cuales fueron utilizadas por las antiguas culturas que habitaban estos lares.

## Flora y fauna
La vegetación que se encuentra en este lugar es de gran variedad empezando por el que la rodea la cual es un matorral arbustivo típico del valle seco, la vegetación acuática que posee tiene una característica muy importante la cual es, que provee de un hábitat, alimento y refugio a un gran parte de especies de fauna silvestre y migratoria. Este Humedal es gran importancia porque asegurar la continuidad de los procesos hidrológicos y ecológicos.
Las condiciones geográficas que posee dicho Humedal proporcionan características únicas para el incremento y conservación de diferentes especies de aves, artrópodos, reptiles, mamíferos y peces, este hábitat proporciona refugio y alimento en especial a las diferentes clases de aves entre ellas aves endémicas del Perú.
En esta zona existen diferentes clases de aves, tales como el Canastero de frente rufa, Montañés barbudo, Espinera de frente rayada, los cuales se encuentran amenazados por el constante deterioro de su hábitat natural, la presencia humana y las actividades Ganaderas y agrícolas. Las cuales se dan en los meses de julio a septiembre y también esa fecha se puede aprecian la llegada de muchas aves emigrantes y estacionales.
El Humedal de Huacarpay es uno de los más importantes en el Valle de Cuzco y en el sudeste de Perú, por su valor cultural, paisajístico y ecológico y por su potencial socioeconómico. No obstante, sus recursos se utilizan de forma insostenible para actividades de mera subsistencia.

## Galería

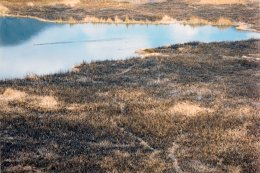
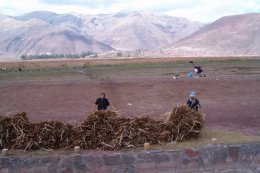
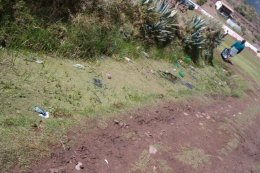